# 708 Raphaela
Raphaela (asteróide 708) é um asteróide da cintura principal com um diâmetro de 21,43 quilómetros, a 2,4489662 UA. Possui uma excentricidade de 0,0832228 e um período orbital de 1 594,67 dias (4,37 anos).
Raphaela tem uma velocidade orbital média de 18,22356106 km/s e uma inclinação de 3,48812º.
Esse asteróide foi descoberto em 3 de Fevereiro de 1911 por Joseph Helffrich.